# Androgynie

Androgynitätssymbol (Kombination aus Venus-, Mars- und Schütze-Symbol)

Androgynie (von altgriechisch ἀνήρ aner, Genitiv ἀνδρός andros ‚Mann‘ und γυνή gyne ‚Frau‘) bedeutet „Vereinigung männlicher und weiblicher Merkmale“. Es wird oft synonym zu „Zwitterhaftigkeit“ verwendet, was aber biologisch nicht korrekt ist.
Umgangssprachlich werden Menschen, die sich bewusst als nicht geschlechtlich zugeordnet darstellen oder anderen Menschen so erscheinen, als androgyn bezeichnet. Schwach ausgeprägte sekundäre Geschlechtsmerkmale bzw. sekundäre Geschlechtsmerkmale des anderen Geschlechts sind für diese Einschätzung oft ursächlich. Auch kann die Wahl der Kleidung oder das Verhalten als androgyn ausgelegt werden.
Eine Geschlechtsidentität, die als ein Gegensatz zu androgyn verstanden werden kann, wird als neutral-gender oder Neutrois bezeichnet. Während androgyn die Kombination weiblicher und männlicher Charakteristika ist, bedeutet neutrois den Wunsch nach Abwesenheit geschlechtlicher Merkmale, nach einem Körper, der so geschlechtsneutral wie möglich ist.

## Religion und Mythos
In zahlreichen Mythen und religiösen Überlieferungen kommt Doppelgeschlechtlichkeit vor. Sie wird meist Göttern, vor allem einer Schöpfergottheit, oft aber auch den vom Schöpfer geschaffenen Urmenschen zugeschrieben. Vorstellungen von Androgynie waren vor allem in den alten Hochkulturen weit verbreitet, vom Mittelmeerraum bis China und auch in Mittelamerika. Es handelt sich aber nicht um ein universelles Phänomen; in vielen indigenen Kulturen fehlen sie gänzlich oder sind jedenfalls nicht zu einer mythologischen Gestaltung gelangt.
Die mythischen Androgynie-Konzepte lassen sich unterschiedlich einteilen. Der Gestalt nach sind die androgynen Wesen meist vertikal aufgeteilt, wobei meist die linke Körperhälfte die weibliche ist, seltener horizontal mit der weiblichen Hälfte oben. Ein anderes Einteilungskriterium bietet die Bewertung: Teils werden diese Wesen als überlegen aufgefasst, weil sie „vollständig“ sind, oder zumindest als moralisch und kulturell annehmbar, weil sie für ein ausgewogenes Verhältnis von Männlichkeit und Weiblichkeit stehen und die Verbindung der gegensätzlichen Elemente als geglückt und erfolgreich erscheint; teils werden sie als unerwünschte Grenzüberschreitung und unnatürliche Vermischung negativ beurteilt. In manchen Fällen ist die Androgynie naturgegeben und unveränderlich, in anderen das Ergebnis oder der Ausgangspunkt eines Prozesses. Die dynamischen Konzepte zerfallen in zwei Hauptgruppen: im einen Typus ist die Androgynie das Resultat der Verschmelzung eines weiblichen mit einem männlichen Wesen, im anderen – häufigeren – ist sie der Urzustand, der später durch Aufspaltung des Wesens in zwei Teile beendet wird. Eine anfängliche Androgynie des Urmenschen in Schöpfungsmythen ist oft mit der Vorstellung eines undifferenzierten Urchaos verbunden, das später durch Trennung von Elementen wie „männlich“ und „weiblich“ eine Struktur erhielt und in eine kosmische Ordnung umgewandelt wurde. Bei negativer Bewertung des Urchaos erscheint die Aufspaltung des Ur-Androgynen in ein männliches und ein weibliches Wesen als Fortschritt, als Voraussetzung der kosmischen Ordnung und der Zivilisation. Nach der gegenteiligen Sichtweise ist die Spaltung eine Beraubung und Verarmung, die durch Wiederherstellung der ursprünglichen Einheit rückgängig gemacht werden soll.
Im westlichen Kulturkreis ist das bekannteste und wirkmächtigste Androgynie-Konzept in dem Mythos von den Kugelmenschen enthalten, der in Platons fiktivem, literarisch gestaltetem Dialog Symposion dem Komödiendichter Aristophanes in den Mund gelegt wird. Diesem Mythos zufolge hatten die Menschen ursprünglich kugelförmige Rümpfe. Es gab bei ihnen drei Geschlechter: ein rein männliches, ein rein weibliches und das gemischte der andrógynoi (ἀνδρόγυνοι), die eine männliche und eine weibliche Hälfte hatten. Die rein männlichen Kugelmenschen stammten ursprünglich von der Sonne ab, die rein weiblichen von der Erde, die zweigeschlechtlichen vom Mond. Später wurden die Kugelmenschen vom Göttervater Zeus zur Strafe für ihren Übermut in zwei Teile geschnitten. Der Mythos deutet die erotische Begierde als Ausdruck des Strebens der halbierten Menschen nach Wiedervereinigung mit der jeweils fehlenden Hälfte. Je nachdem ob ein Kugelmensch rein männlich, rein weiblich oder gemischt war, waren seine getrennten Hälften heterosexuell oder homosexuell veranlagt. Diese Differenzierung zeigt sich auch bei den Nachkommen der halbierten Kugelmenschen einschließlich der gegenwärtigen Menschheit. Jeder Mensch gehört hinsichtlich seiner erotischen Veranlagung zu einem von drei Typen, die den drei Kugelmenschen-Geschlechtern entsprechen. Davon hängt die jeweilige Richtung des Vereinigungsstrebens ab. So sind die Unterschiede in der sexuellen Orientierung zu erklären. Nur diejenigen, deren Veranlagung dem Muster der zweigeschlechtlichen Kugelmenschen, der androgynoi, entspricht, sind heterosexuell.

## Psychologie
In der Persönlichkeitspsychologie werden Männlichkeit (Instrumentalität) und Weiblichkeit (Expressivität) als voneinander unabhängige Dimensionen der Persönlichkeit gesehen. Diese Dimensionen beschreiben die psychosozialen Aspekte der Geschlechtlichkeit und der Orientierung in der Geschlechterrolle. Eine Messung kann mit Hilfe des Bem Sex Role Inventory (BSRI) durchgeführt werden. Generell dient dieser Fragebogen zur Beurteilung der sexuellen Selbstidentifikation. Personen, die in gleicher Weise auf der Skala der Maskulinität wie auch der der Feminität hohe Werte zeigen und folglich ein männliches wie auch ein weibliches geschlechtsrollenbezogenes Selbstbild aufweisen können, werden als Androgyne bezeichnet. Es wird angenommen, dass Androgyne tendenziell psychisch stabiler sind, da ihnen eine größere Bandbreite an Verhaltensweisen zur adäquaten Lösung von Problemen zur Verfügung stünden.
In der Untersuchung Die physische Attraktivität androgyner Gesichter wurden mit Hilfe digitaler Bildbearbeitungsverfahren androgyne Bilder von Männern und Frauen erzeugt und Probanden vorgelegt. Je androgyner die Personen auf den Bildern waren, desto weniger attraktiv wurden sie beurteilt. Dafür fanden die Testpersonen sie „jünger, kindlicher, sympathischer und weiblicher“.

## Medizin
In der Medizin ist Androgynie (häufig auch Androgynität) eine veraltete Fachbezeichnung für das Vorhandensein weiblicher Sexualorgane und sekundärer Geschlechtsmerkmale bei Individuen mit männlichem chromosomalen Geschlecht (Pseudohermaphroditismus).

## Technik

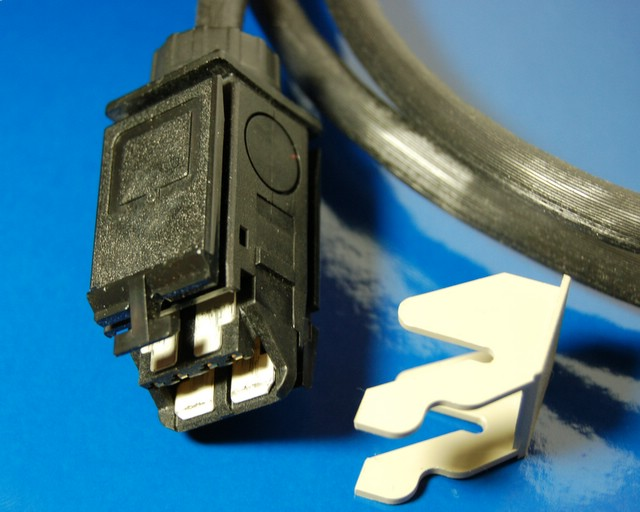
Hermaphroditischer Stecker von IBM

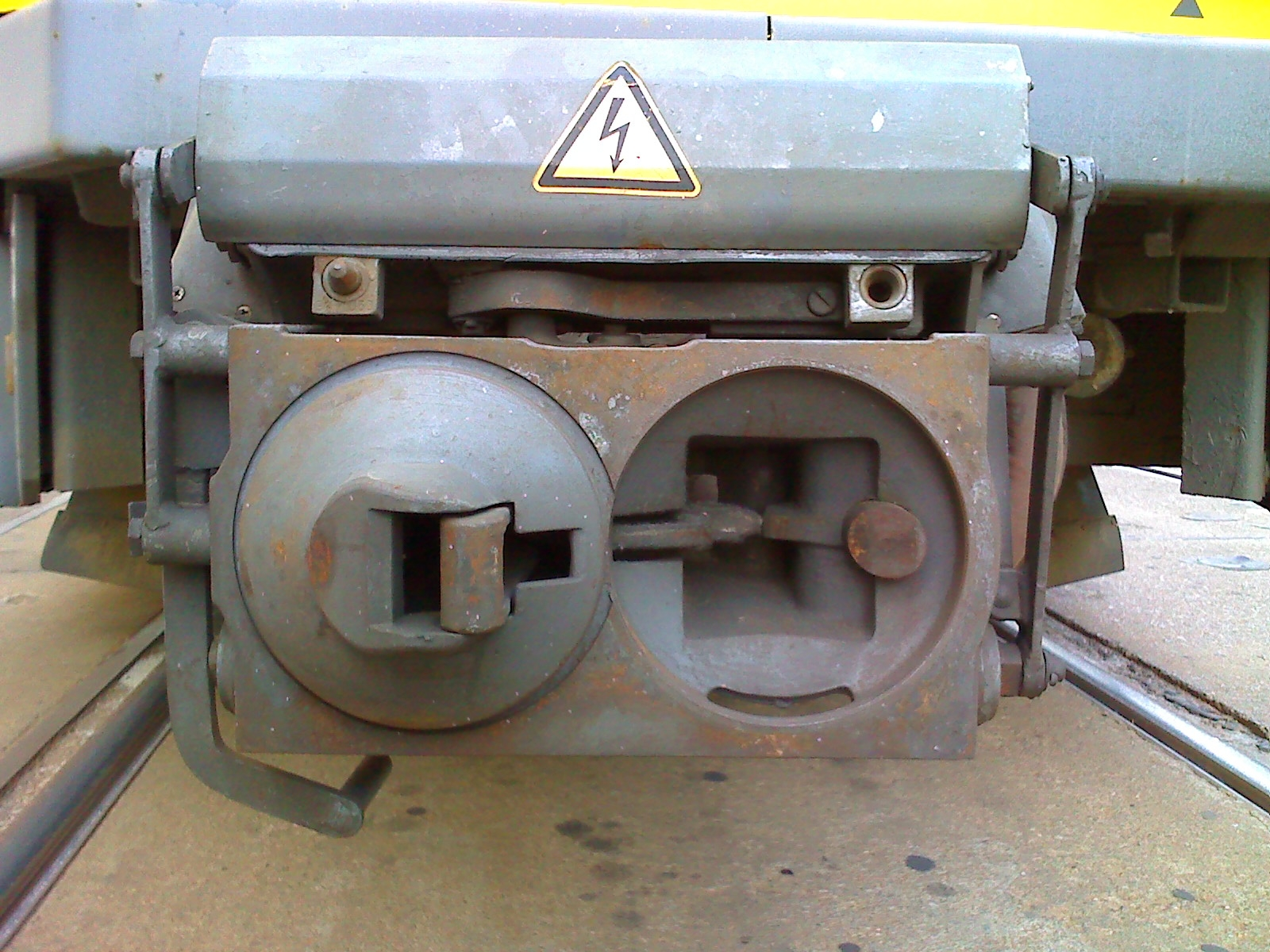
Scharfenbergkupplung

Eine androgyne Verbindungstechnik ist die Verbindung von gleichartigen Elementen, das heißt, sie sind nicht nach dem Prinzip von männlich-weiblich aufgebaut; es wird kein Stecker in eine Buchse gesteckt.

### Elektrotechnik
Beispiele in der Elektrotechnik sind Steckersysteme wie Token-Ring-Stecker der Firma IBM. Diese passen sowohl in die MAU als auch gegeneinander, z. B. als Verlängerungskabel. Ebenso sind die beiden Stecker der QD-Steckverbindung zum Anschluss von schnurgebundenen Headsets mechanisch identisch aufgebaut.

### Mechanik
Ein Beispiel ist die automatische Kupplung von Zügen wie bei der Scharfenbergkupplung oder für die Verbindung von Wasserschläuchen die GEKA-Kupplung und die Storz-Kupplung.
Auch Kopplungssysteme von Raumschiffen werden als androgyn bezeichnet, wenn beide Kopplungselemente identisch sind.